# Acanthostepheia incarinata
Acanthostepheia incarinata är en kräftdjursart som beskrevs av Gurjanova 1929. Acanthostepheia incarinata ingår i släktet Acanthostepheia och familjen Oedicerotidae. Inga underarter finns listade i Catalogue of Life.